# Pelagiusz z Kordoby
Pelagiusz z Kordoby, hiszp. Pelayo de Córdoba (ur. 911 w Albeos, zm. 26 czerwca 925 w Kordobie) – hiszpański męczennik, święty Kościoła katolickiego.

## Życiorys
Wychowywał się w Tui w Galicji w domu swego wuja biskupa Hermogiusza. W 920 znajdował się w świcie biskupiej udającej się wraz z wojskami Królestwa Leónu na pomoc baskijskiemu królestwu Pampeluny, zagrożonemu przez emira Abd ar-Rahmana III. Po klęsce w bitwie pod Valdejunquera wuj i bratanek dostali się do niewoli. Po trzech latach Hiszpanom udało się wykupić biskupa. Do czasu przybycia jeńców na wymianę Pelagiusz musiał jednak pozostać w niewoli muzułmańskiej w charakterze zakładnika. Z czasem chłopca wtrącono do więzienia, gdyż Hiszpanie nie wywiązywali się z warunków umowy. Władca miał jednak zwrócić uwagę na chłopca i wziąć go na swój dwór, gdzie początkowo starał się dobrowolnie nakłonić go do przejścia na islam. Starania miały charakter czynów lubieżnych (pedofilia), czemu z odwagą przeciwstawiał się Pelagiusz. To zdenerwowało władcę. Podjęto decyzję o przymuszeniu go do wyrzeczenia się chrześcijaństwa za pomocą tortur. Wyrywano mu kawałki ciała, odcięto uszy, nos, wargi oraz palce u nóg i u rąk. Umarł po odcięciu głowy.

## Źródła hagiograficzne
Najstarsza redakcja legendy wyszła spod pióra hiszpańskiego duchownego o imieniu Raguel. Nie zachowały się żadne inne pisma tego autora. Dziełko powstało między 925 a 967. Raguel podkreślił czystość i ujmującą urodę Pelagiusza, jak również jego pobożność, którą wzmocnił jeszcze okres uwięzienia. Po trzech i pół latach chłopak został przyprowadzony do króla (może emira), który słyszał o jego urodzie. Król zaproponował mu wysokie urzędy, za cenę przejścia na islam. Pelagiusz odmówił. W odpowiedzi król miał go „dotknąć” (łac. tangere ioculariter), co ma być rozumiane jako propozycja seksualna. Hiszpan miał odpowiedzieć uderzeniem napastnika w twarz i opluciem go. Król miał kusić go następnie przyprowadzeniem innych młodzieńców. Pelagiusz zrzucił z siebie kosztowne ubrania, ofiarowane mu przez króla. Jako karę władca kazał go pociąć na kawałki a ciało wrzucić do rzeki. Doczesne szczątki męczennika zebrali chrześcijanie z Kordoby: głowę ukryto w kościele św. Cypriana zaś ciało w Kościele św. Genezjusza. Reguel wymienił dzień męczeństwa − 26 czerwca. Według obliczeń współczesnych byłby to przełom lat 925-926. Hagiograf porównuje Pelagiusza do Chrystusa.
Innym źródłem jest Passio Sancti Pelagii Martyris autorstwa Hrotsvithy z Gandersheim. Autorka zaznaczyła, iż przybliża męczeństwo Pelagiusza opisane przez naocznego świadka. Nie wiadomo, z jakiego źródła korzystała mniszka i jak świadectwo dotarło do Dolnej Saksonii. Dziełko zostało zredagowane w latach 950-960 w klasztorze w Gandersheim. Stosując heksametr Rozwita opisała życie i męczeństwo Pelagiusza. Jej narracja została włączona do Żywotów świętych. Z treści dzieła wynika, iż Pelagiusz był młodzieńcem, którego muzułmański władca (łac. tyrranus) zmuszał do czynów przeciwko czystości.
Trzecim źródłem jest liturgiczny tekst mszy w rycie mozarabskim. Powstał on w Królestwie Leónu prawdopodobnie około 967. Mszą tą chciano zapewne uczcić przyjęcie relikwii Pelagiusza w León.

## Kult
Począwszy od XI w., kiedy królestwa chrześcijańskie Półwyspu Iberyjskiego zaczęły wywierać większy wpływ na tajfy, szereg relikwii świętych przenoszonych było na północ. Relikwie św. Pelagiusza trafiły do León, a następnie do opactwa benedyktyńskiego w Oviedo, którego męczennik stał się głównym patronem.

### Patronat
Św. Pelagiusz jest patronem szeregu miejscowości w Hiszpanii:
- Ourense (prowincja) − San Paio de Arauxo
- Burgos (prowincja) − Puentedey, Villanueva Matamala
- Kastylia i León − Liegos, San Pelayo de Guareña, Villacarralón, Villafruela del Condado, Truchillas, Siete Iglesias de Trabancos, Cañizo de Campos, Santa María del Condado, Escober de Tábara, Morales del Rey, Valtuille de Abajo, Quintanilla de Urz
- Kantabria − La Cueva-Castañeda, Cicero (Bárcena de Cicero), Hazas de Soba, Castro Urdiales, Duález
- Kraj Basków − Zarauz
- Palencia (prowincja) − Arenillas de San Pelayo, Población de Arroyo, Villamoronta, Villarrabé
- La Rioja − Villalba de Rioja, Baños de Río Tobía
- Galicja − Carreira